# 인천광역시교육청

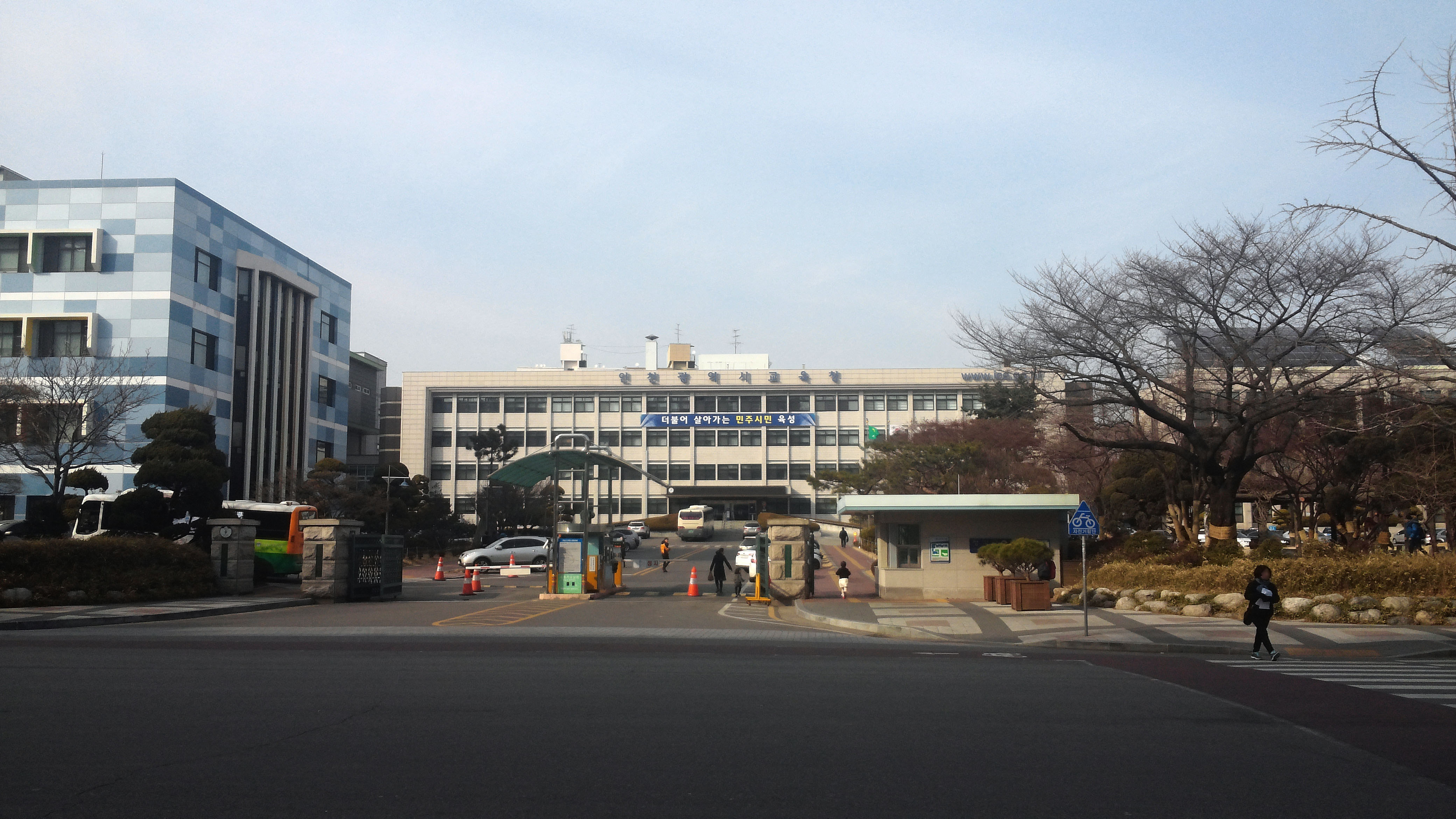
인천광역시교육청 청사

인천광역시교육청(仁川廣域市敎育廳, Incheon Metropolitan City Office of Education)은 대한민국 인천광역시에 위치한 인천광역시의 교육에 관한 사무를 담당하는 지방교육행정기관이다.

## 연혁
- 1956년: 인천시교육위원회 설치.
- 1962년: 인천시교육위원회 폐지. 소관 사무는 경기도청 교육국으로 이관.
- 1964년: 경기도교육위원회 소속 인천시교육장 설치.
- 1981년: 인천직할시 승격으로 인천직할시 교육위원회로 개편.
- 1991년: 인천직할시교육청 설치.
- 1995년: 인천광역시교육청으로 변경

## 사진

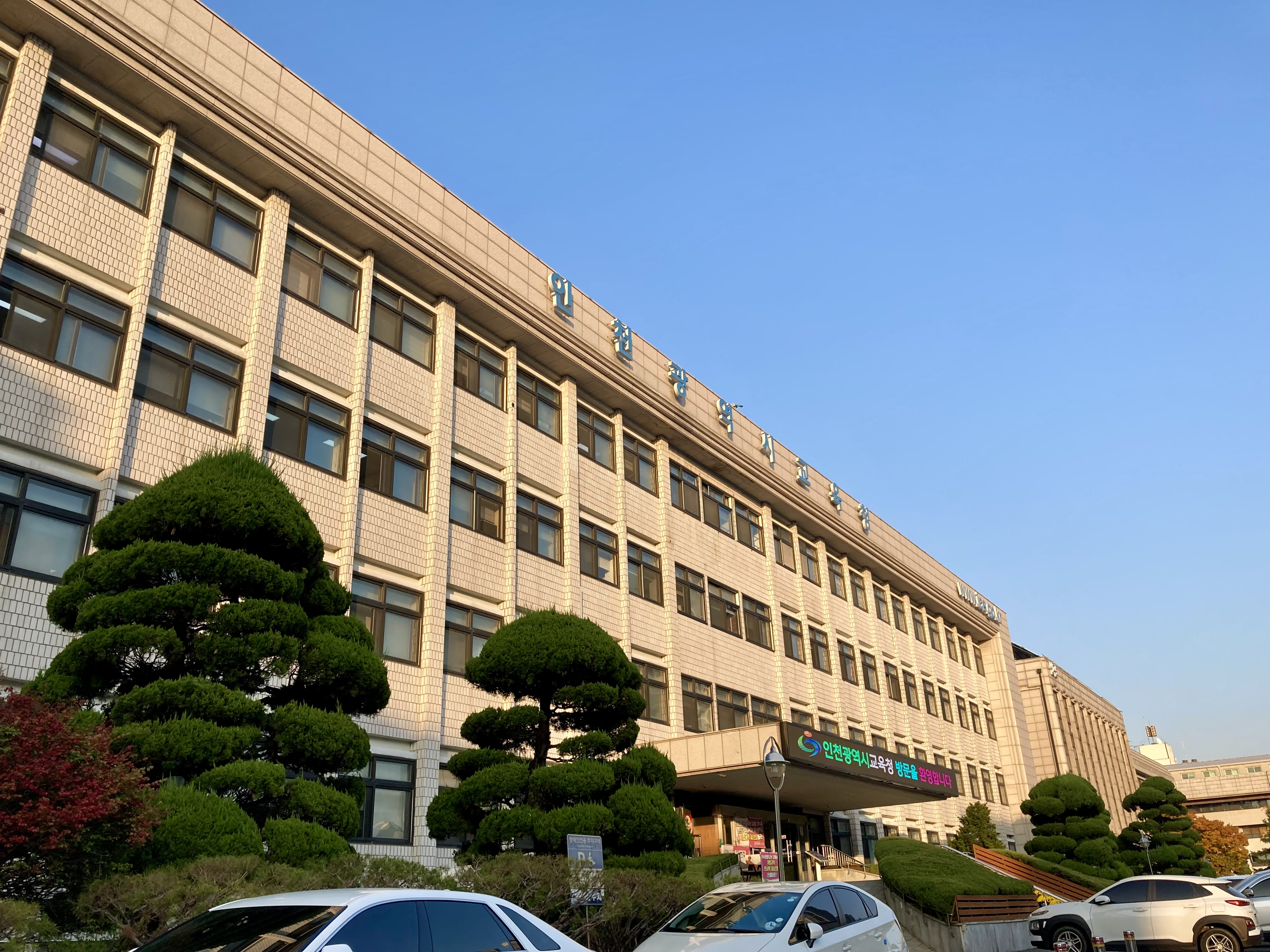
인천광역시 인천광역시교육청 본관
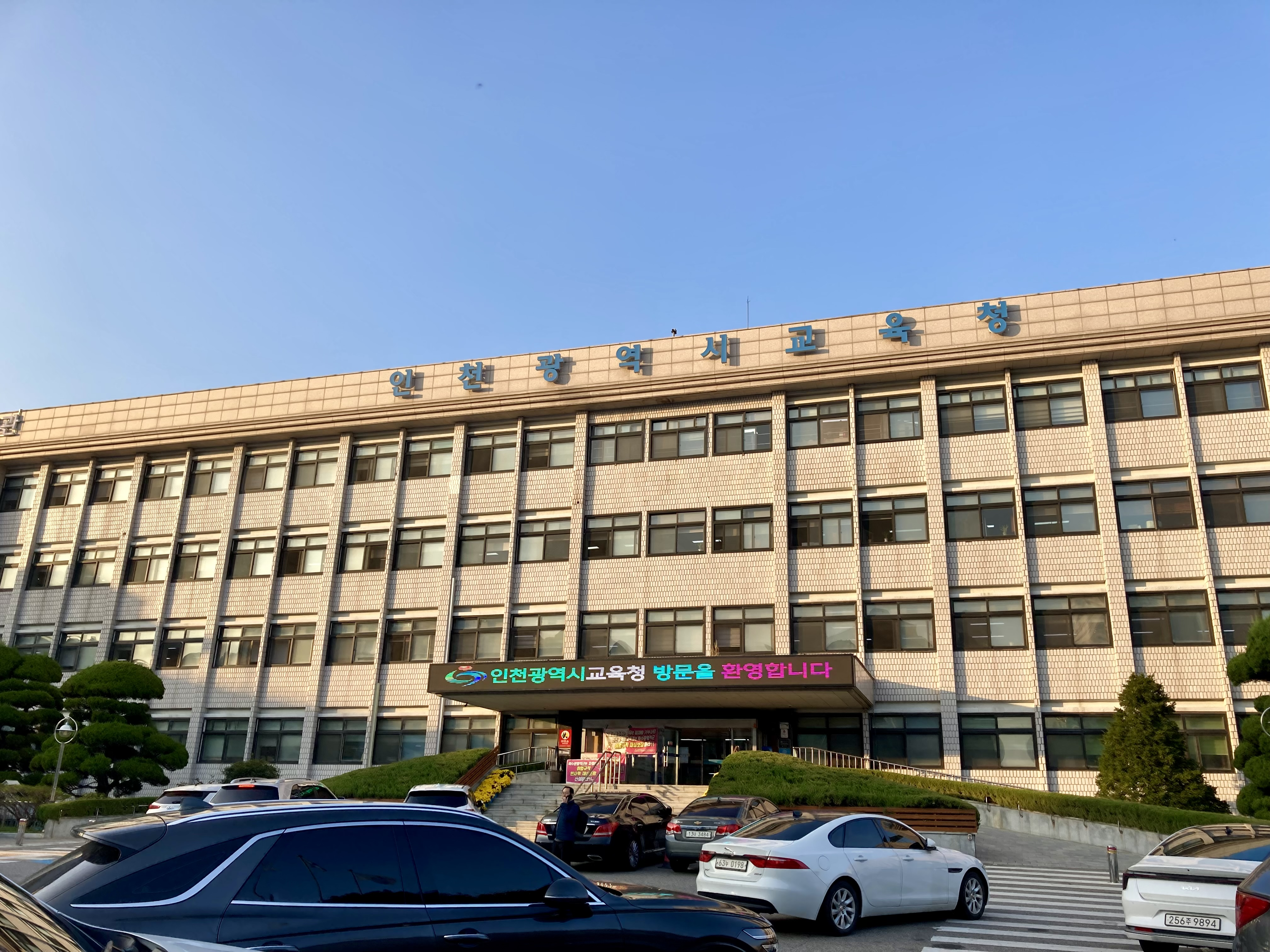
인천광역시 인천광역시교육청
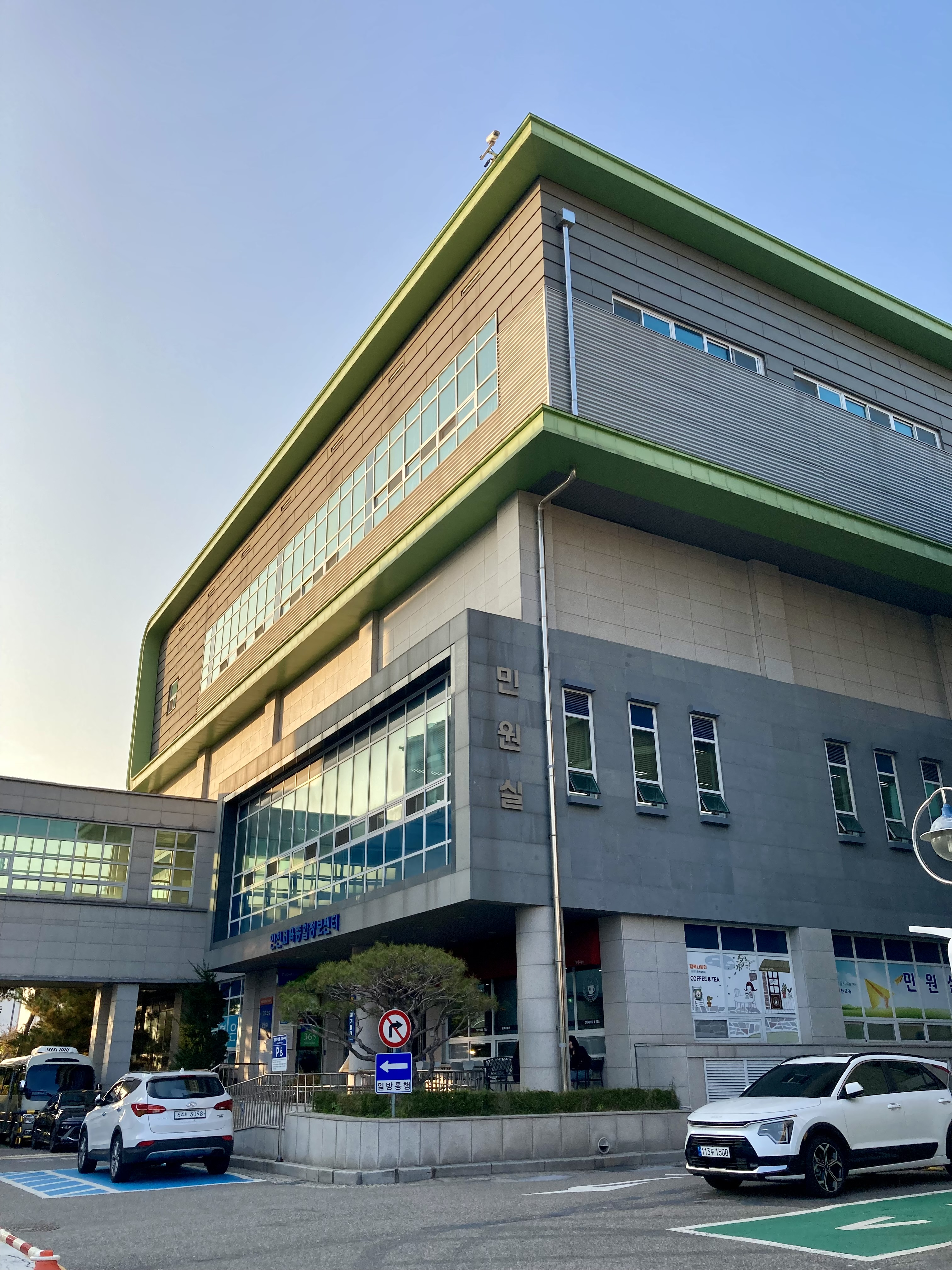
인천광역시교육청 민원실
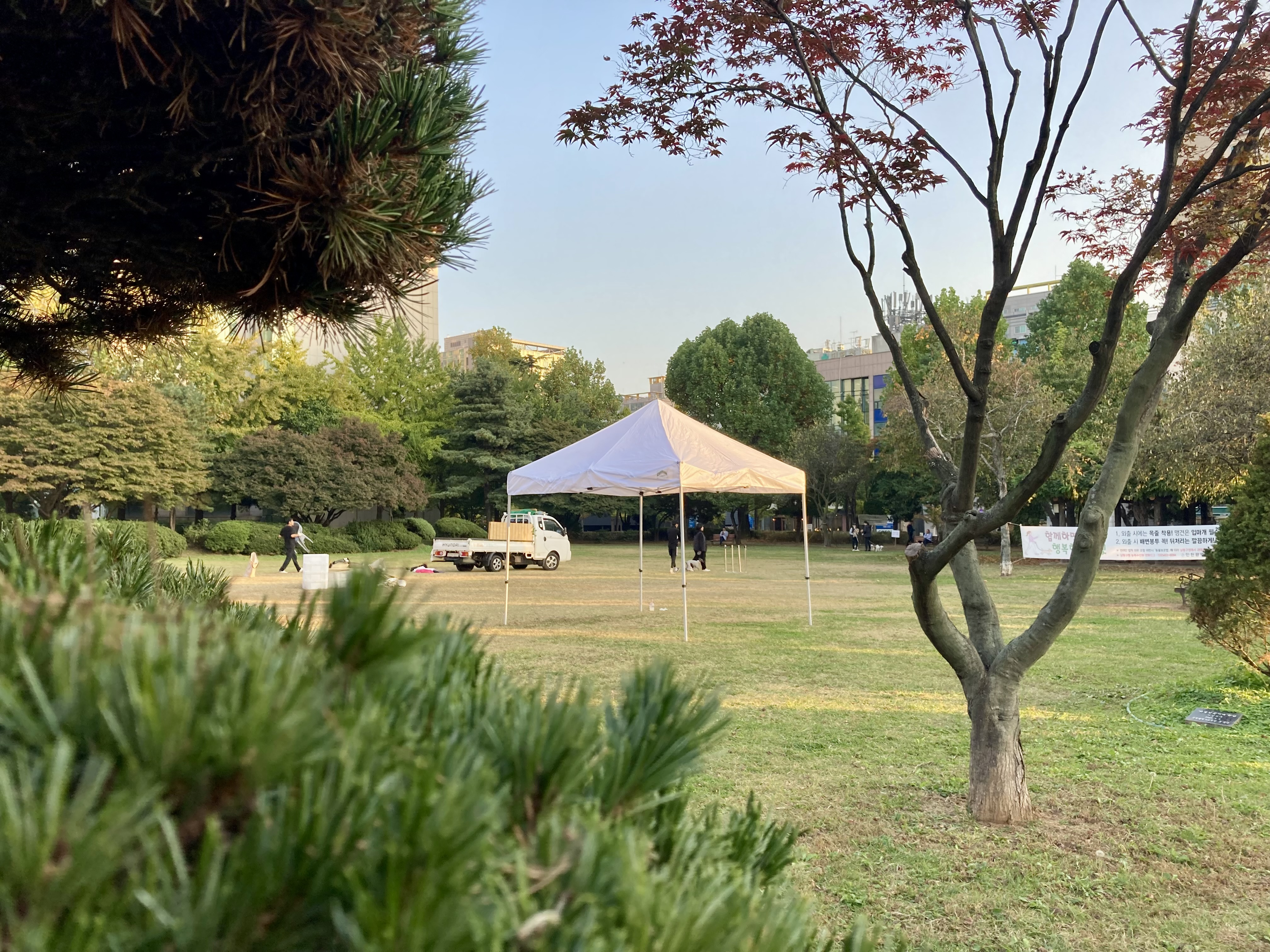
인천광역시교육청 광장
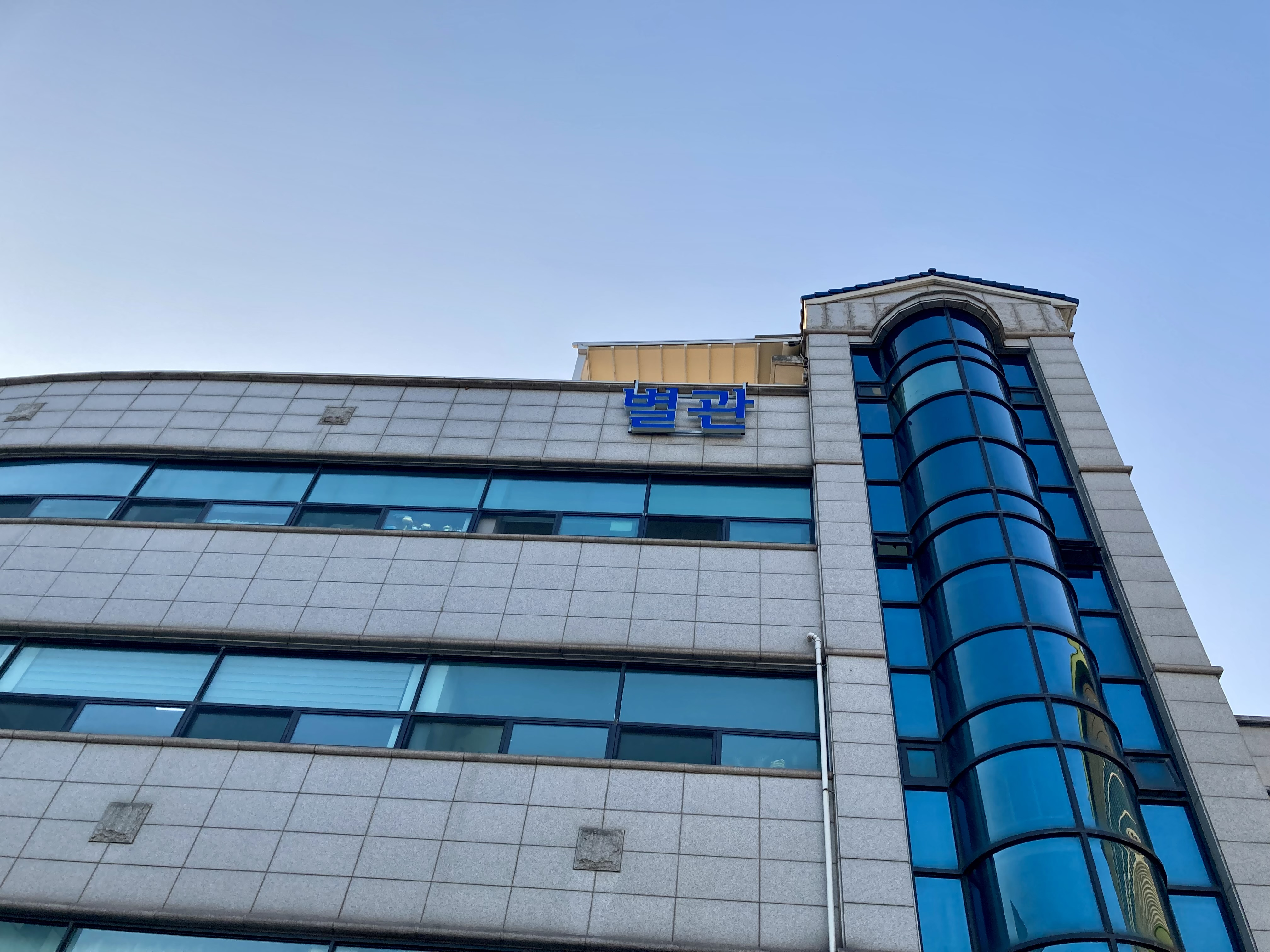
인천광역시교육청 별관
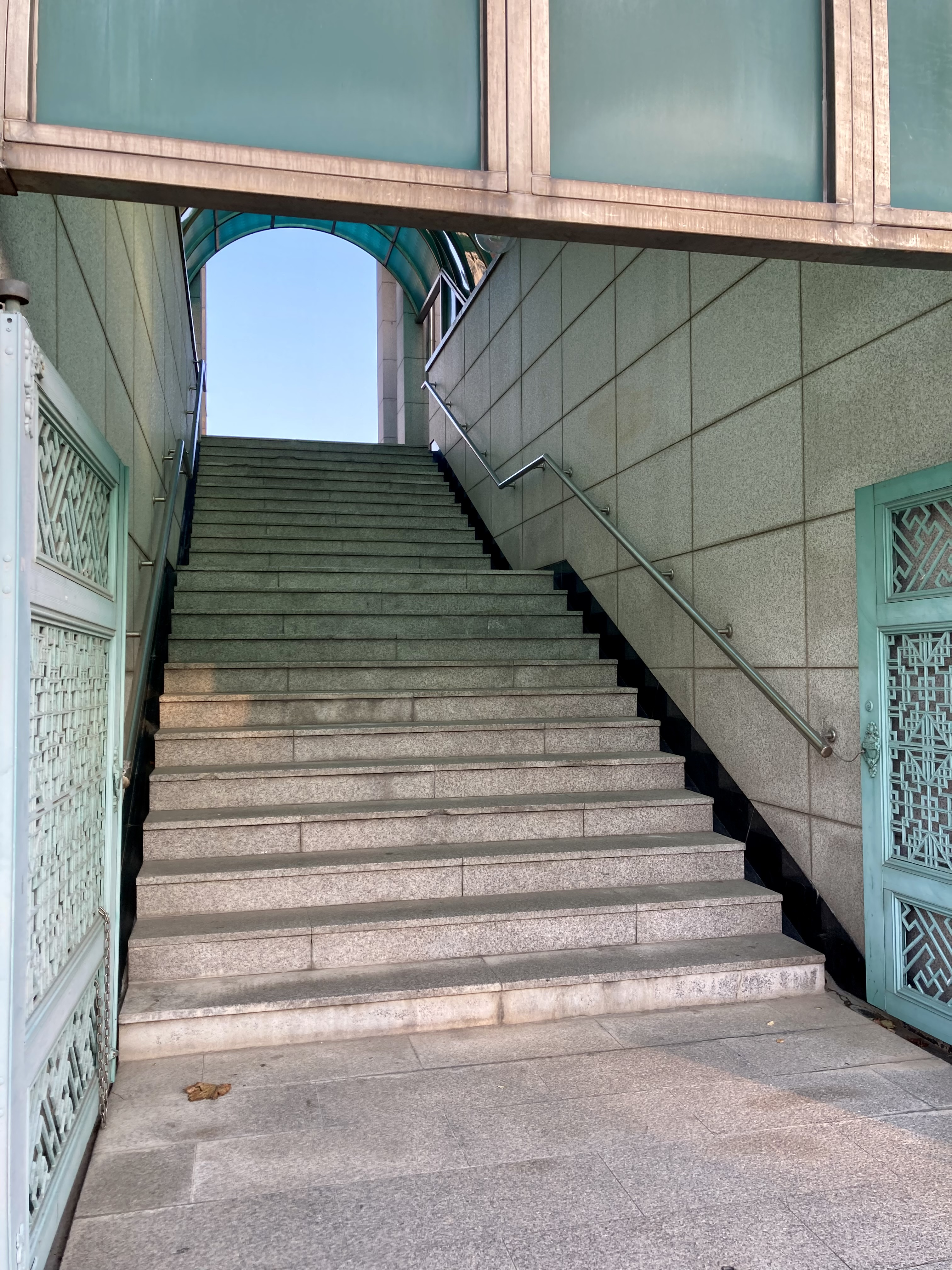
인천광역시교육청 인천시청역에서올라오는계단
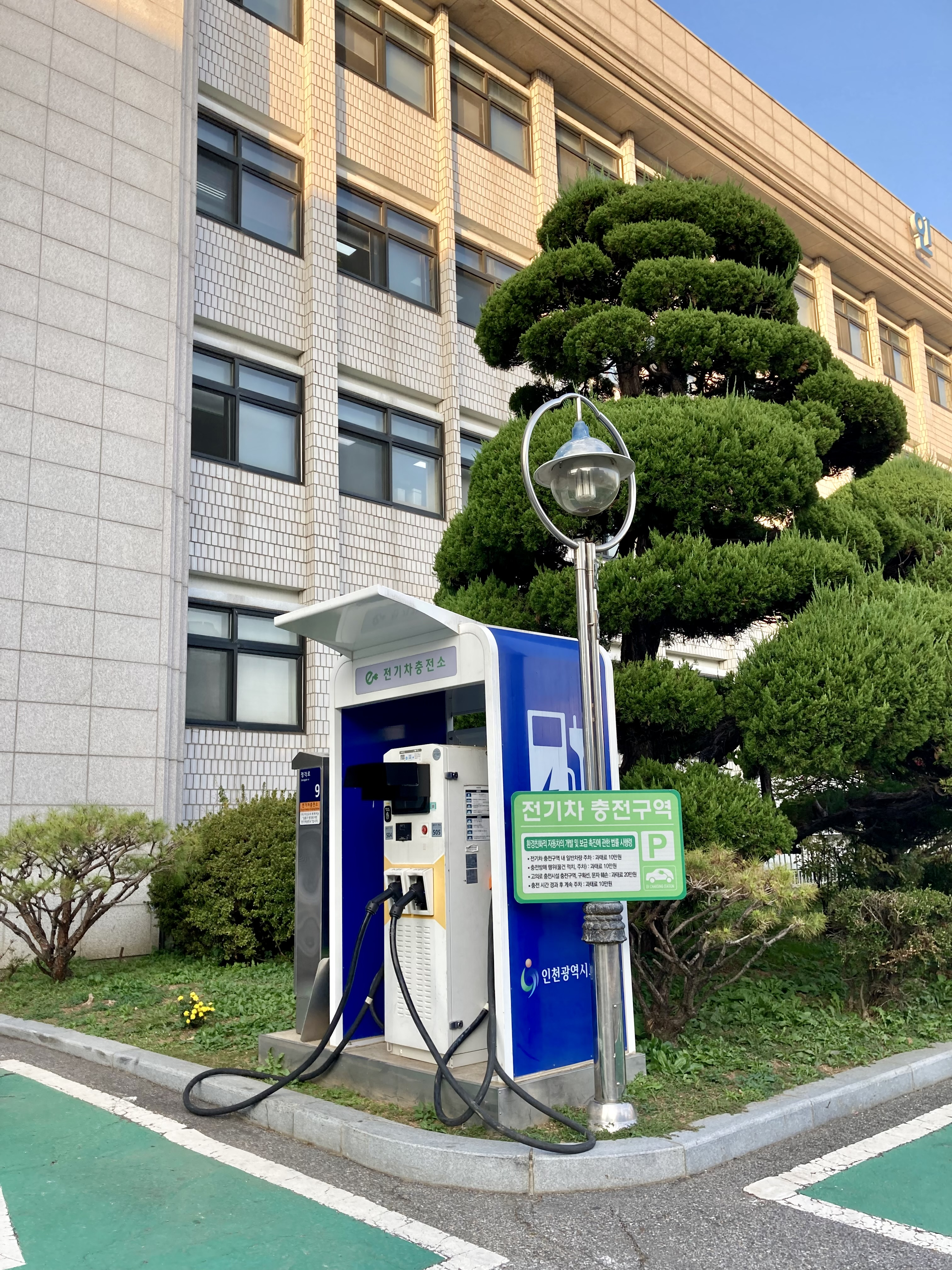
인천광역시교육청 전기차충전구역
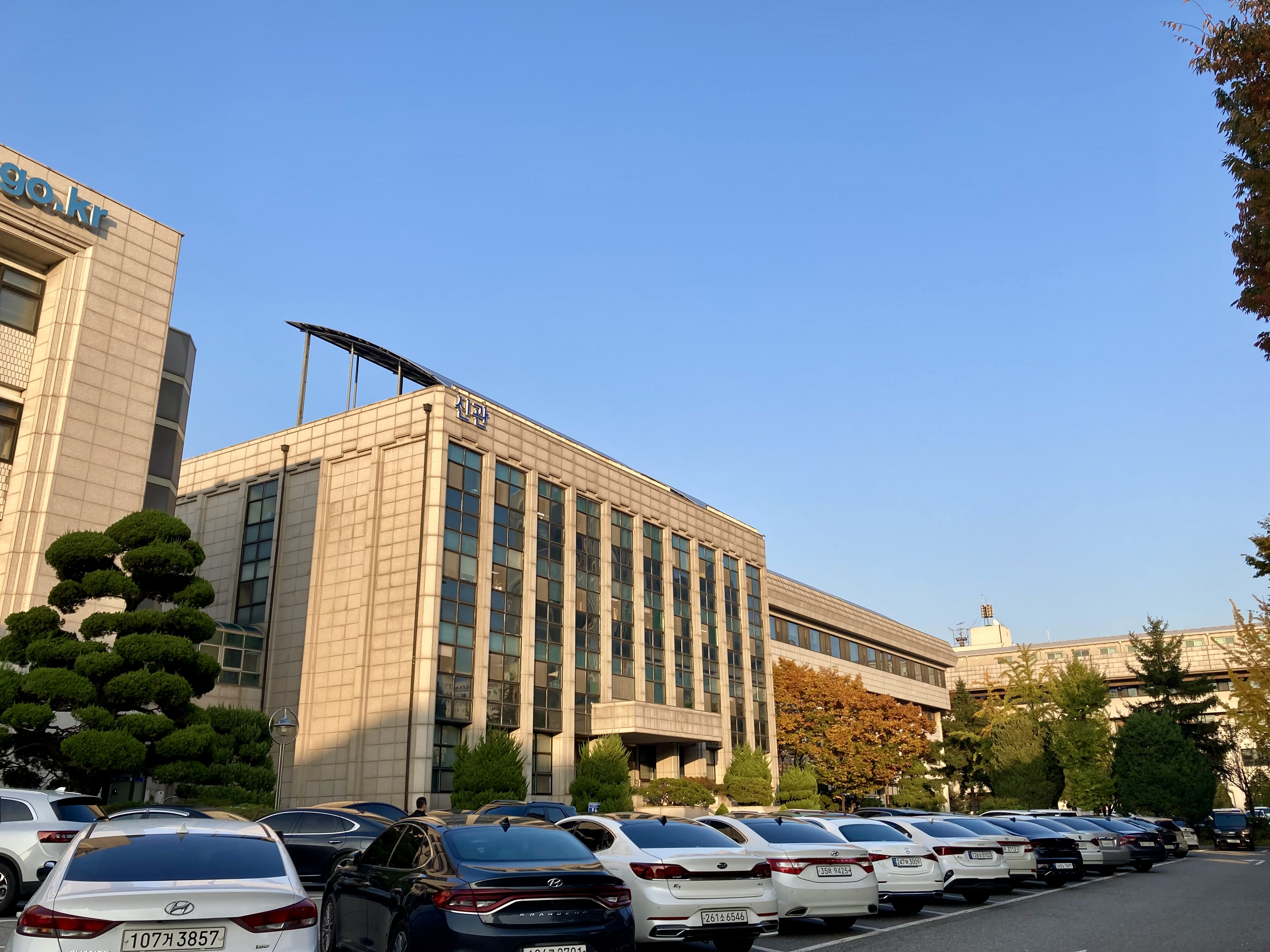
인천광역시교육청 신관
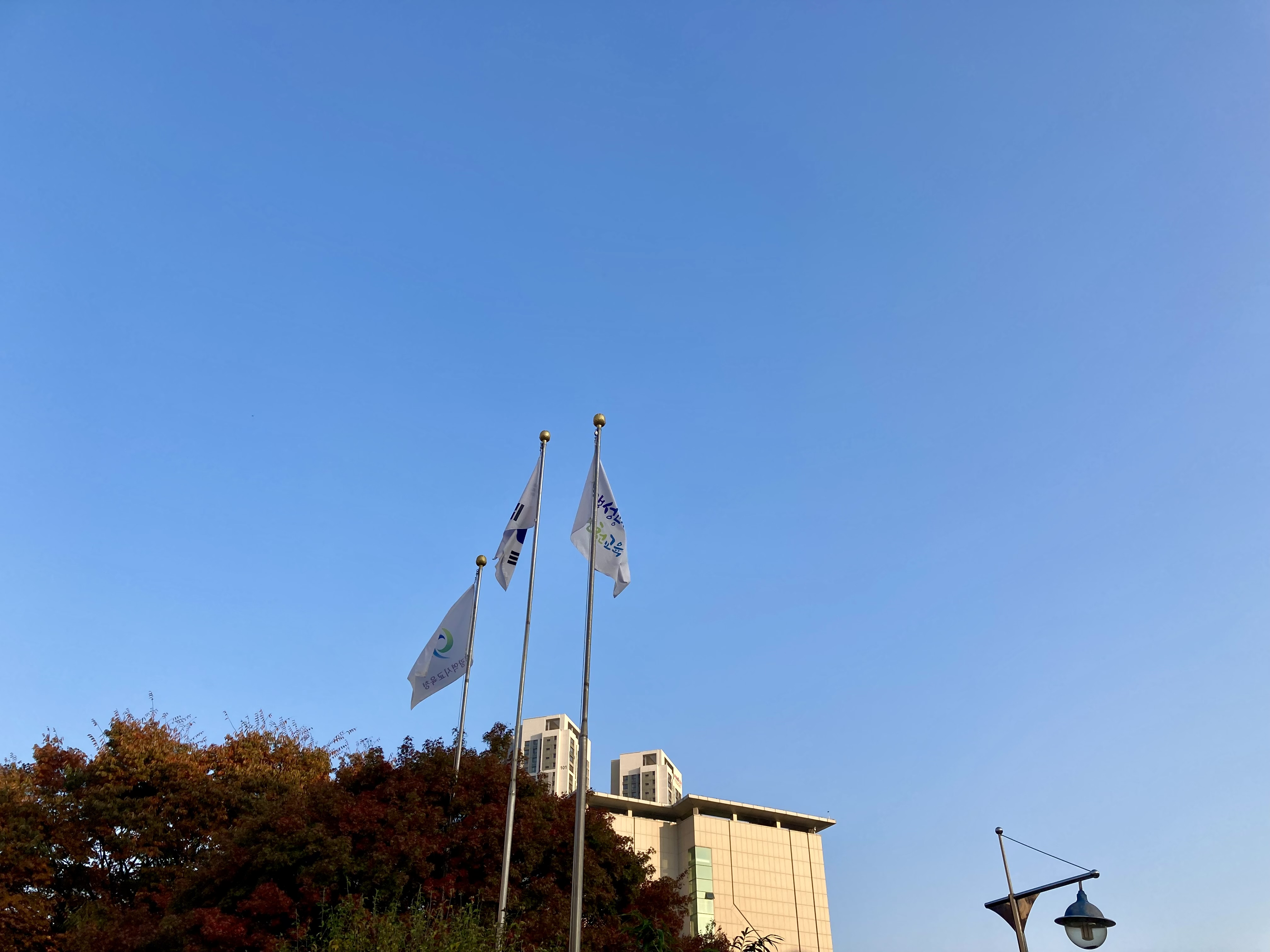
인천광역시교육청 계양대
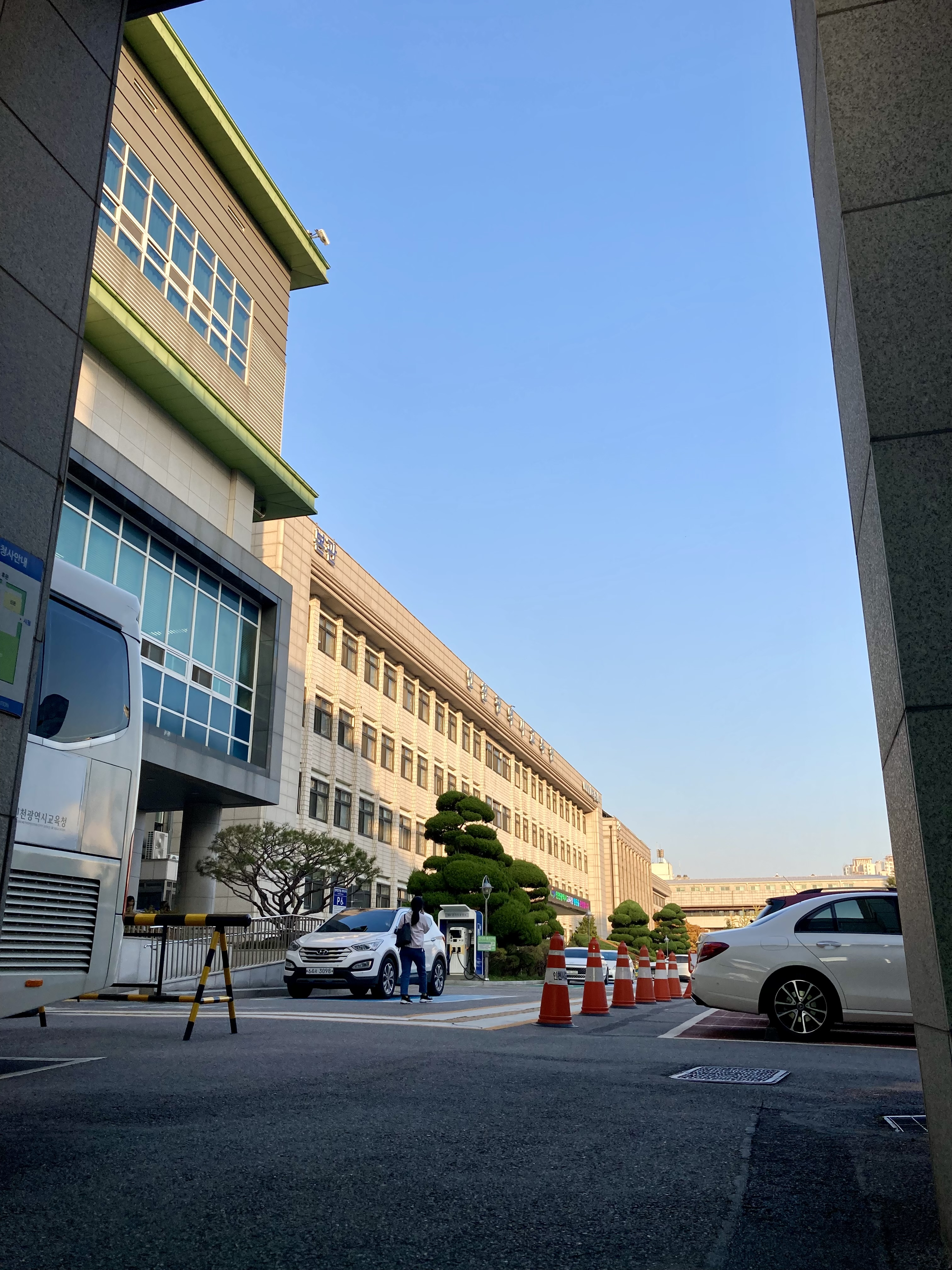
인천광역시교육청 본관
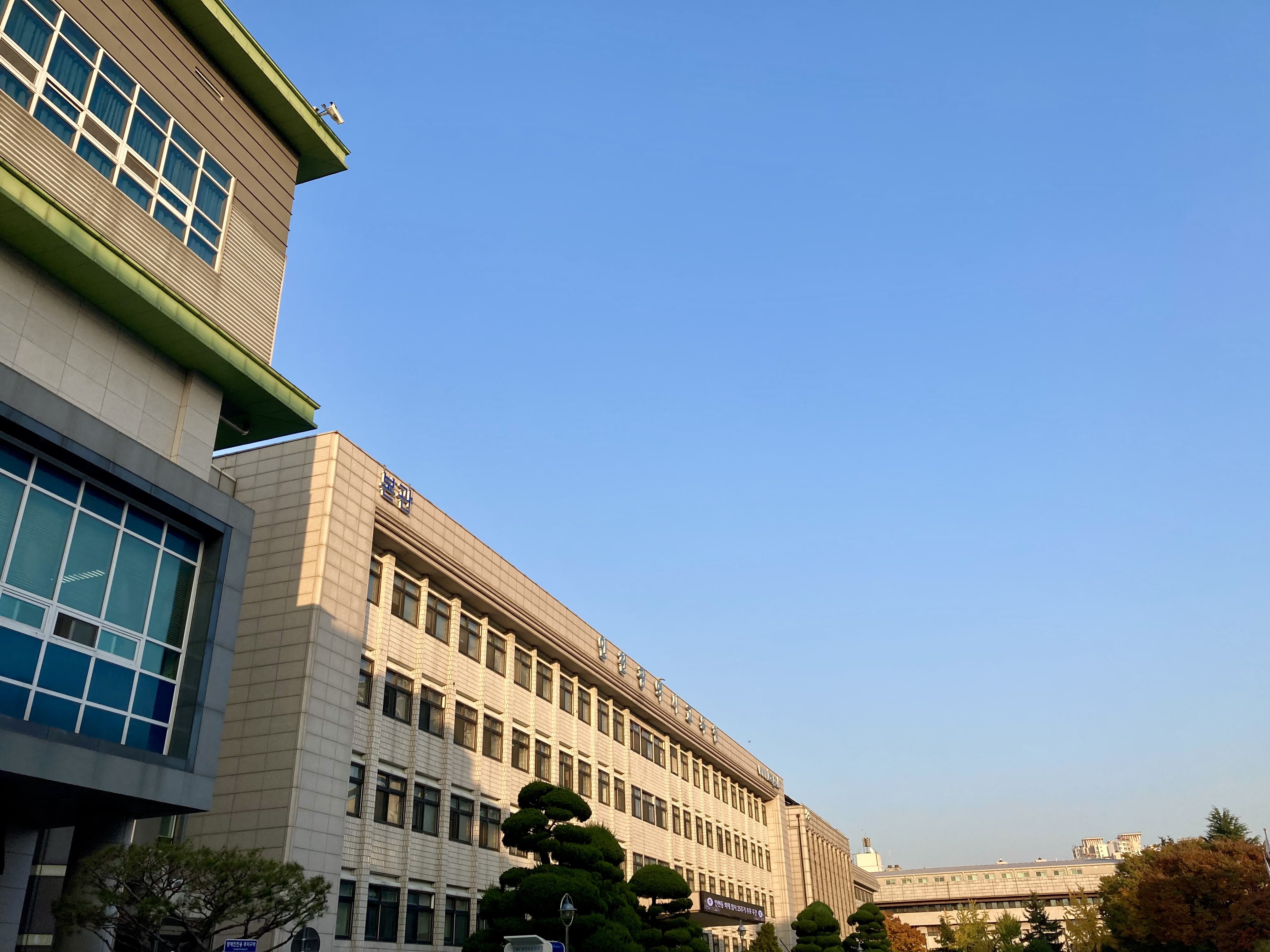
인천광역시교육청 본관
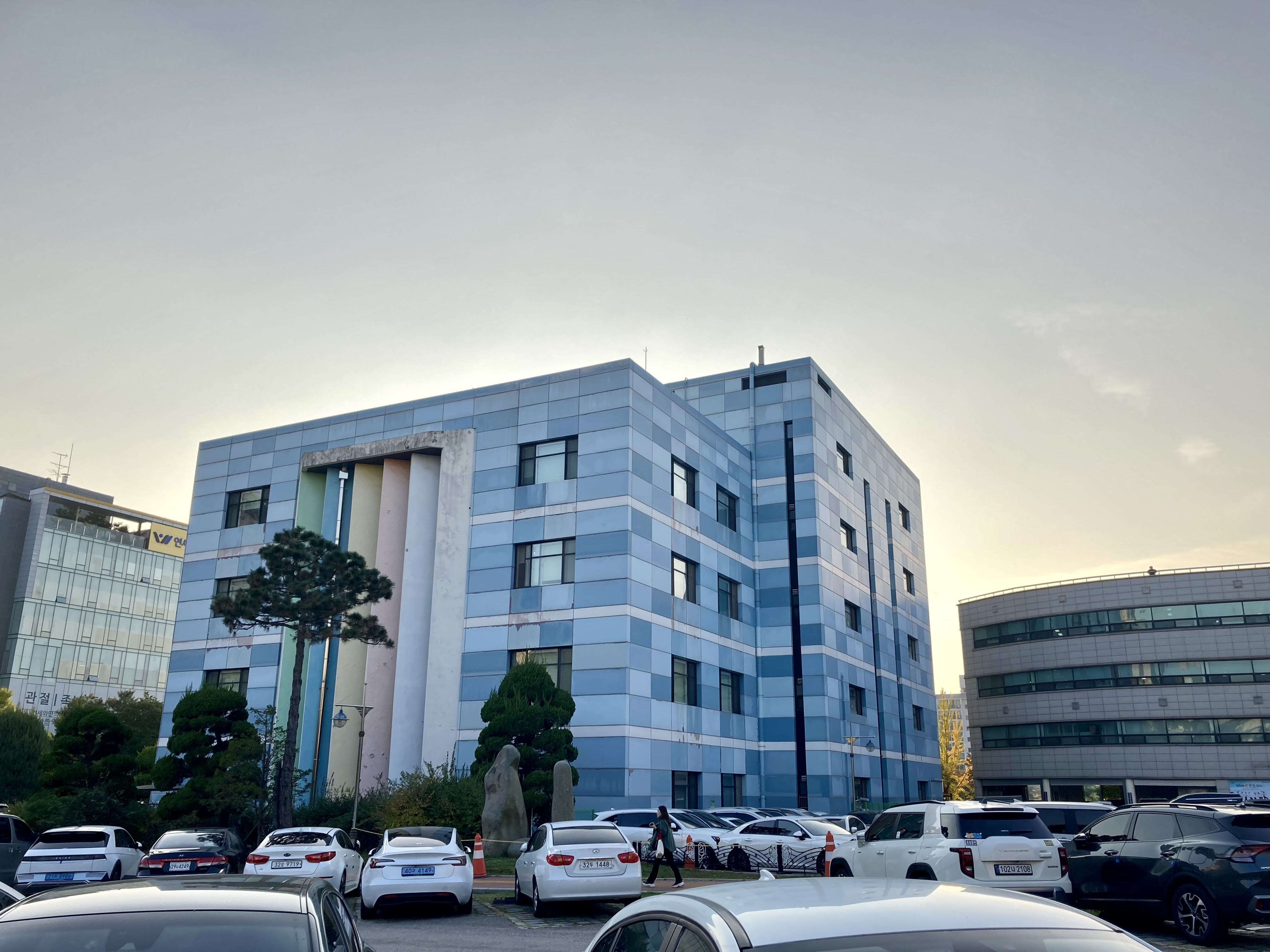
인천광역시교육청 중앙도서관
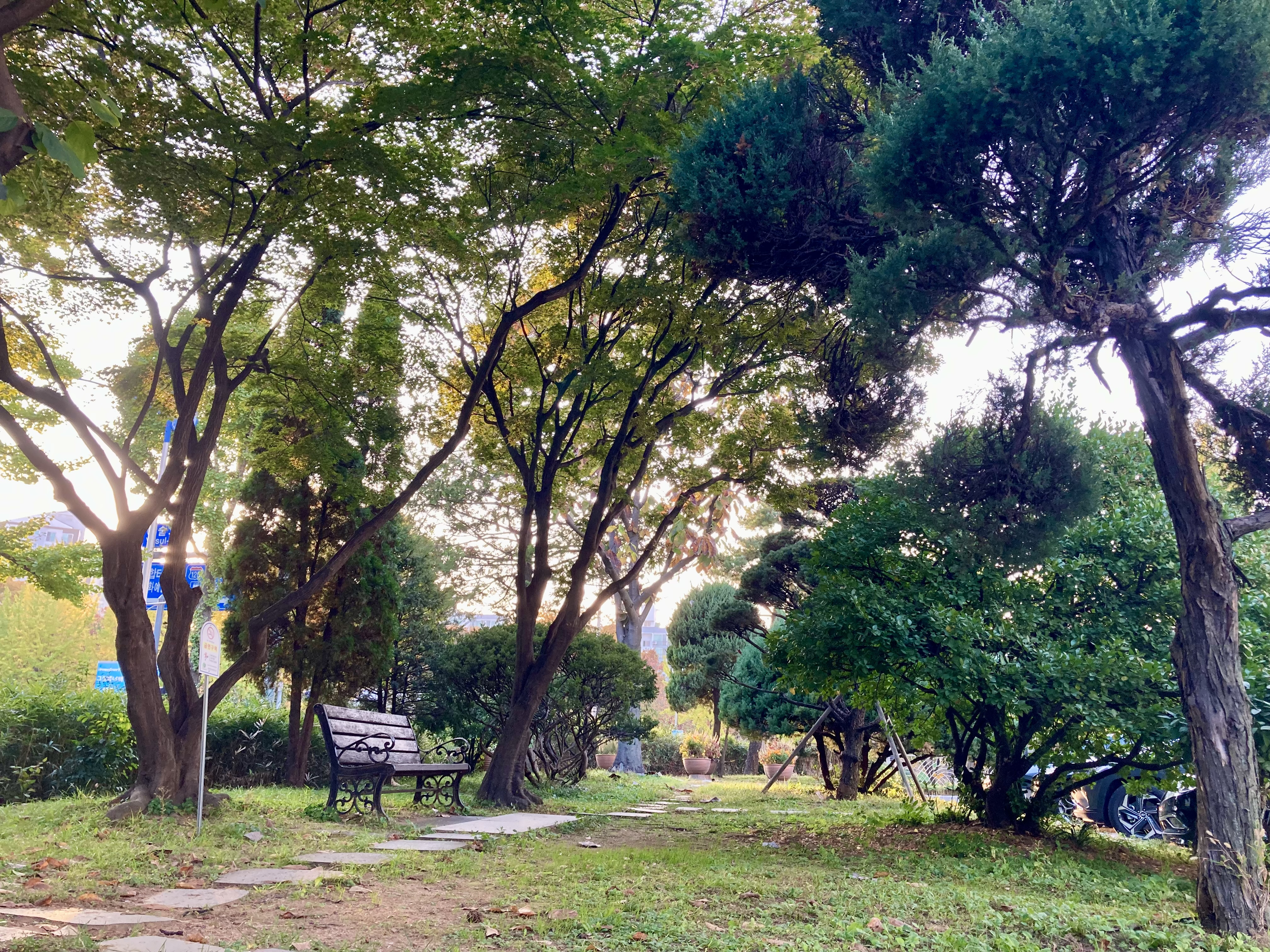
인천광역시교육청 중앙도서관
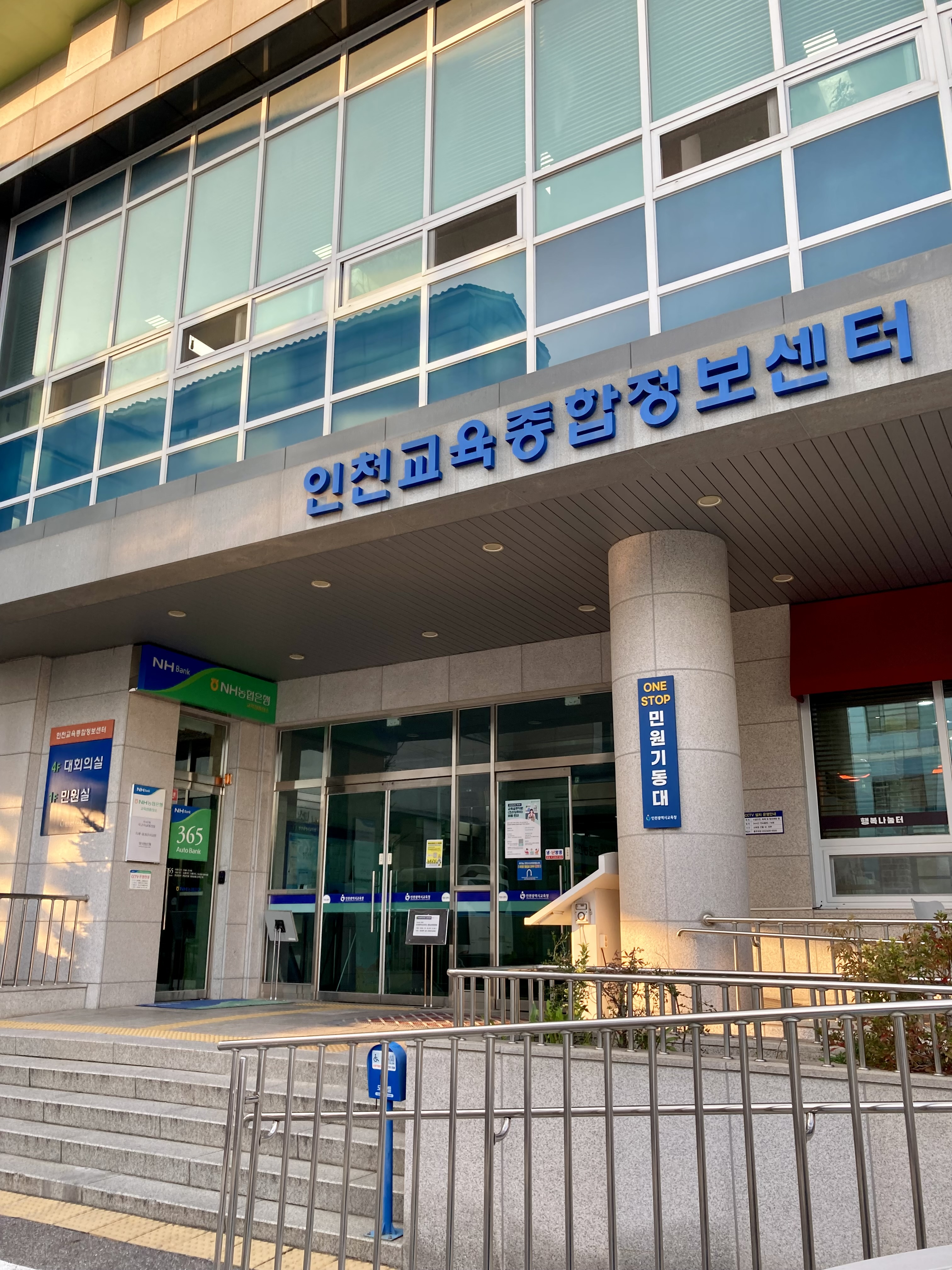
인천교육종합정보센터
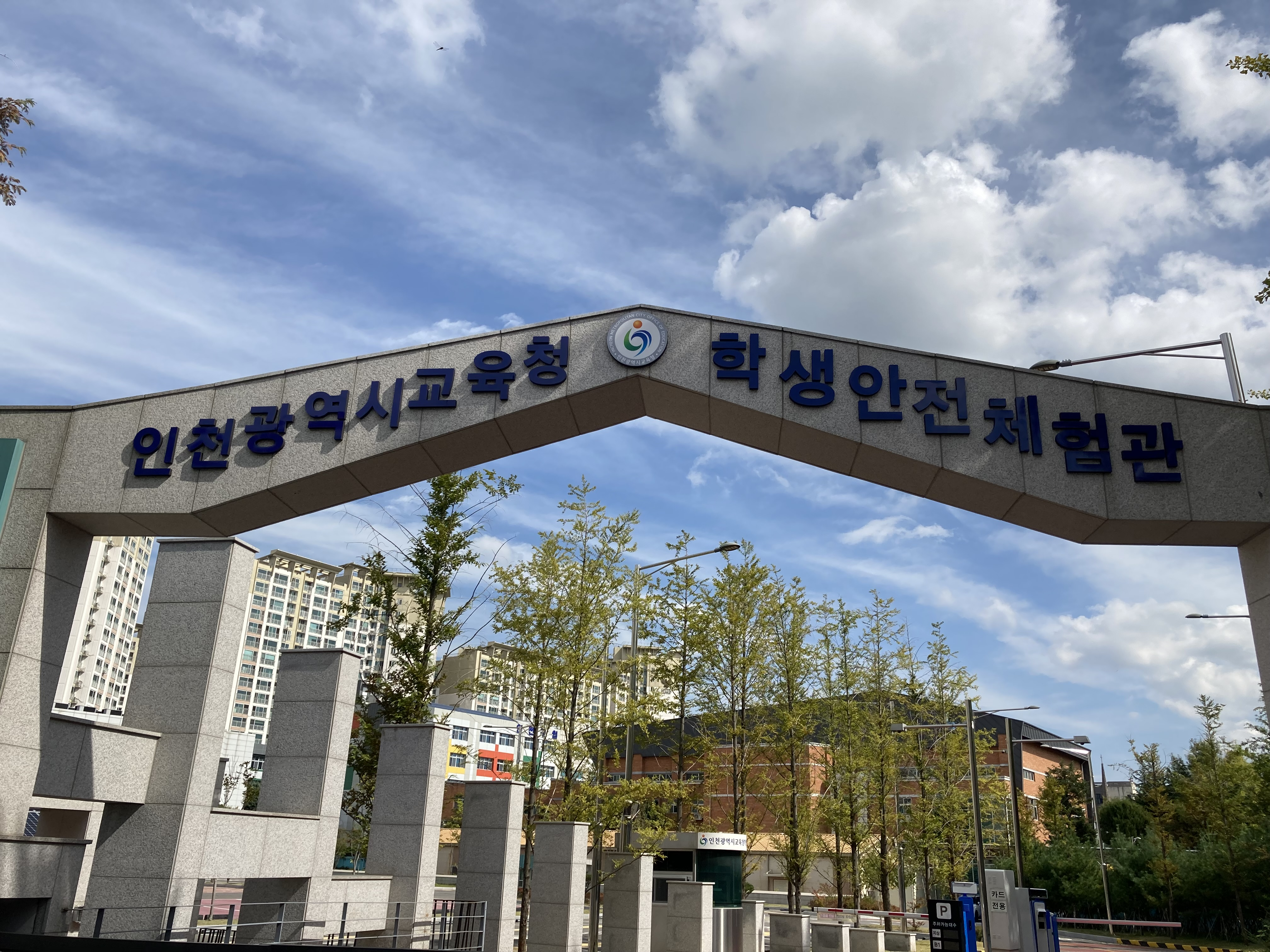
학생안전체험관
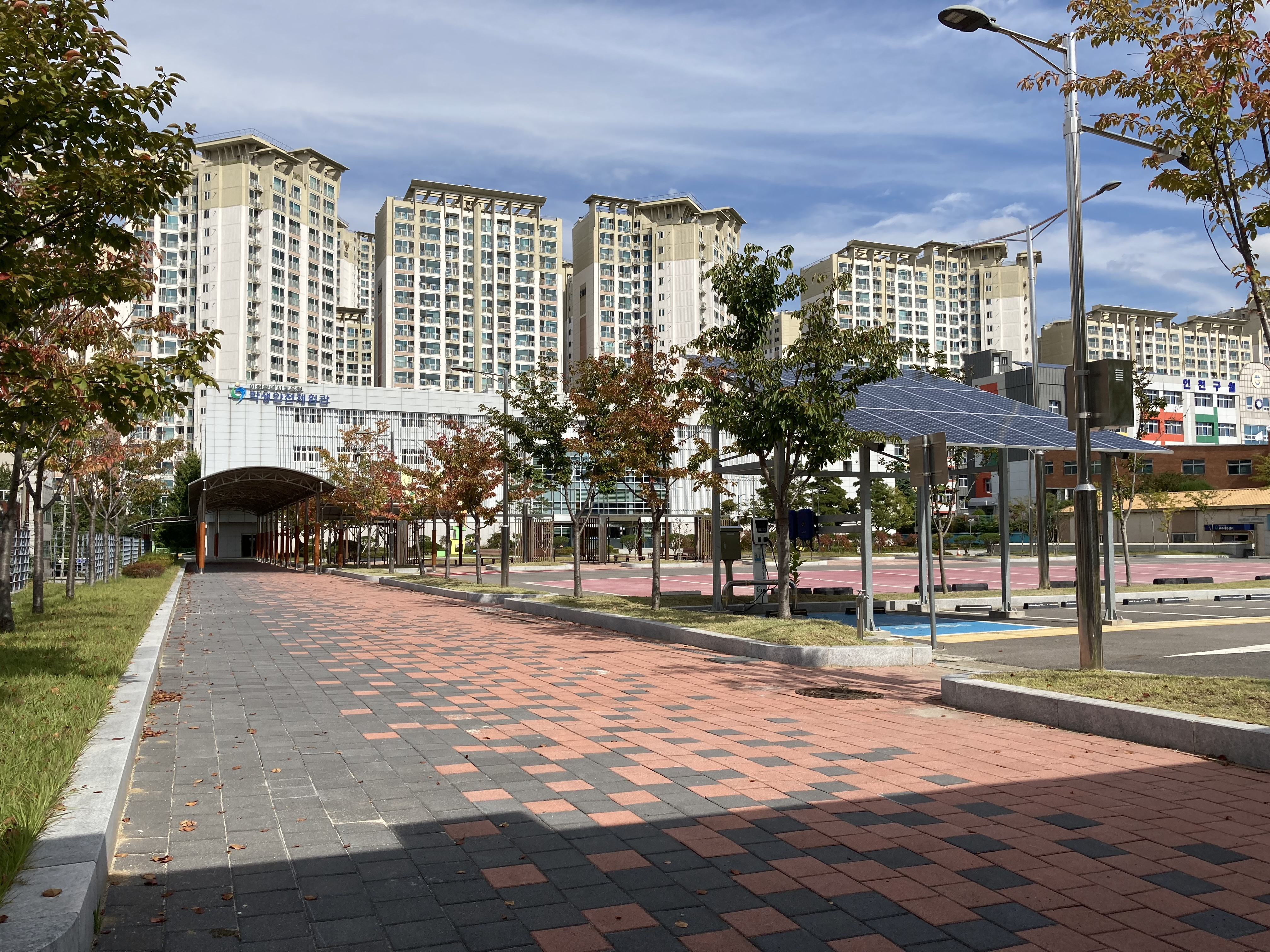
학생안전체험관
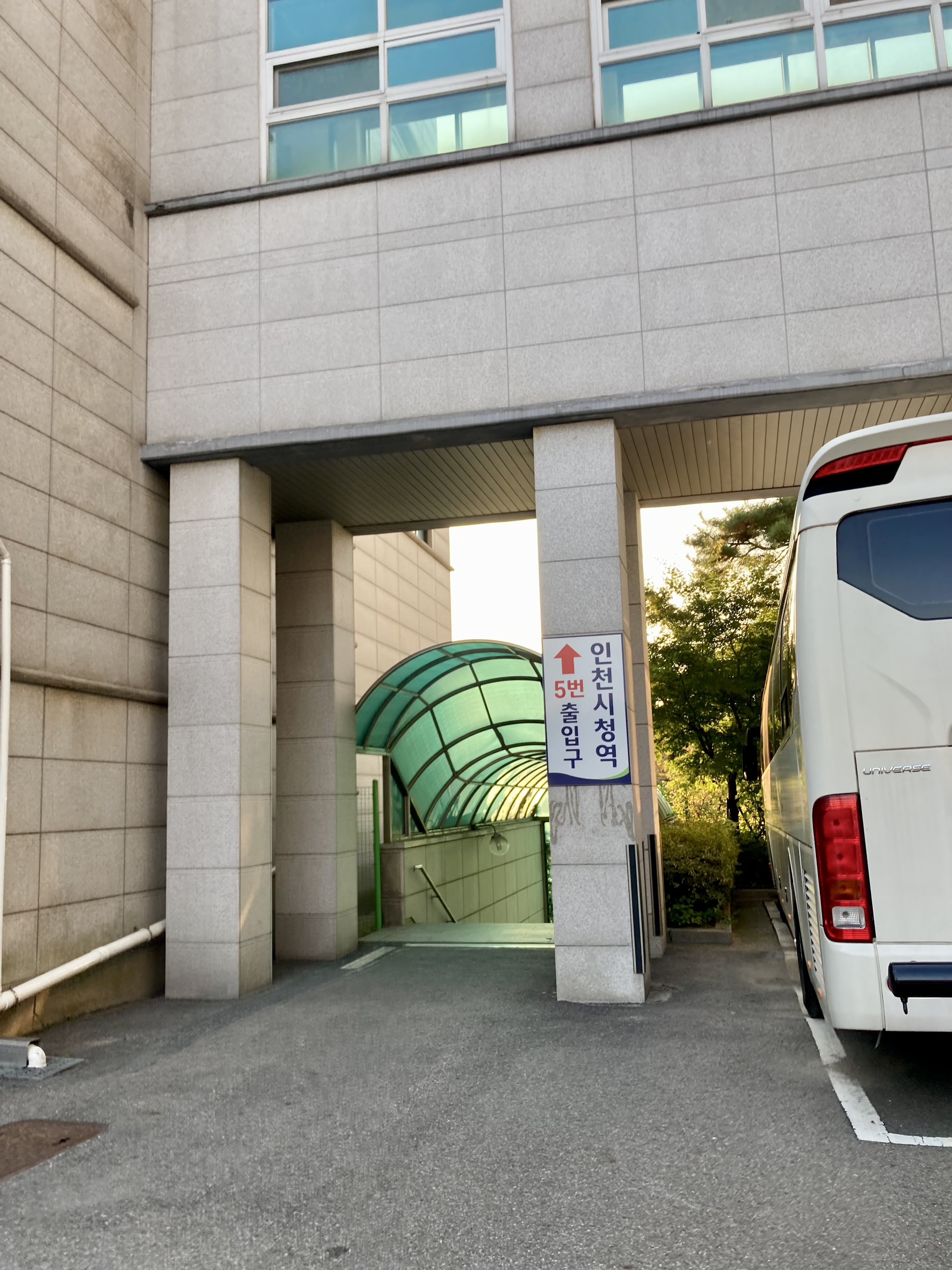
인천시청역 5번출구
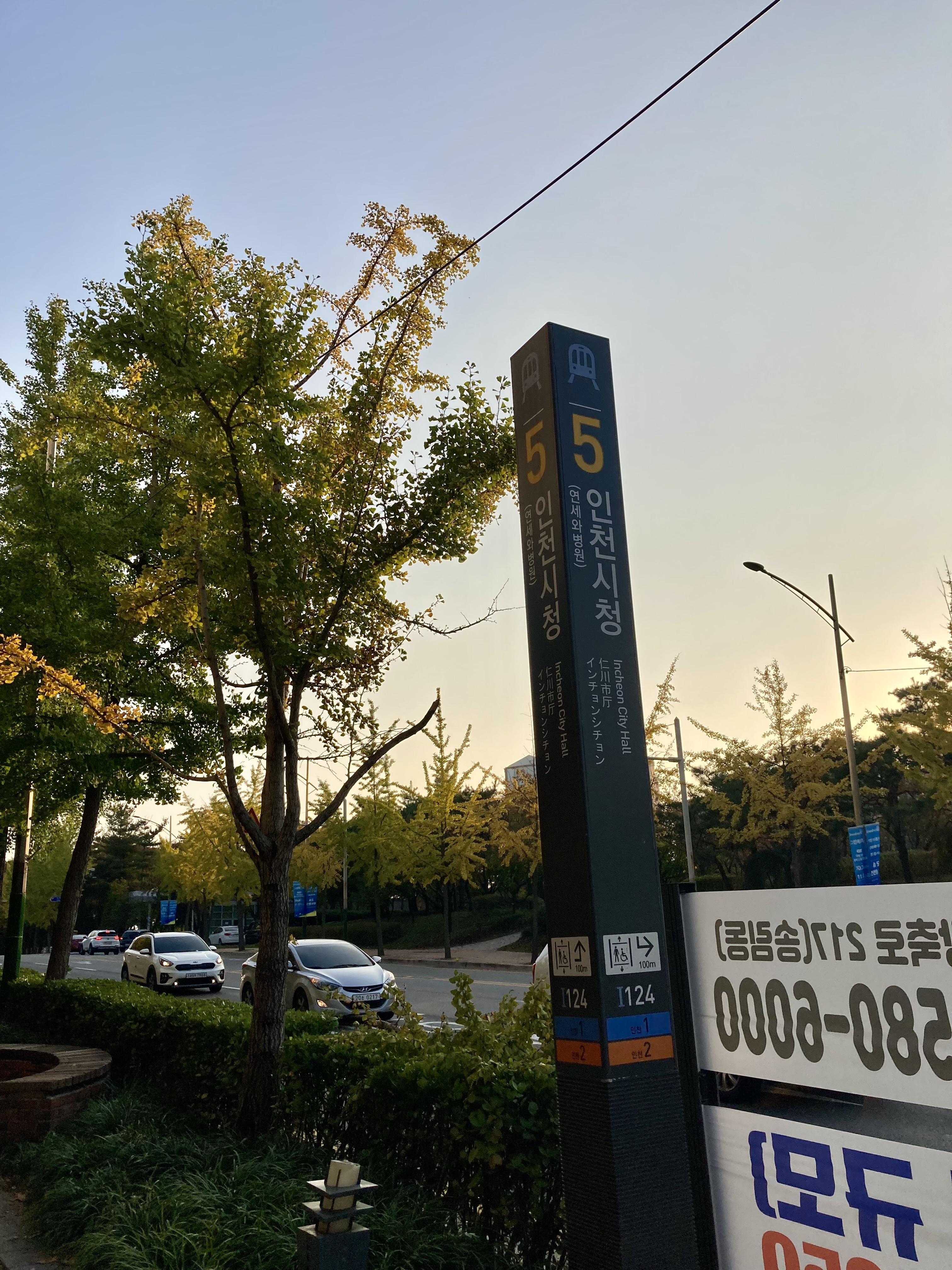
인천시청역 5번출구
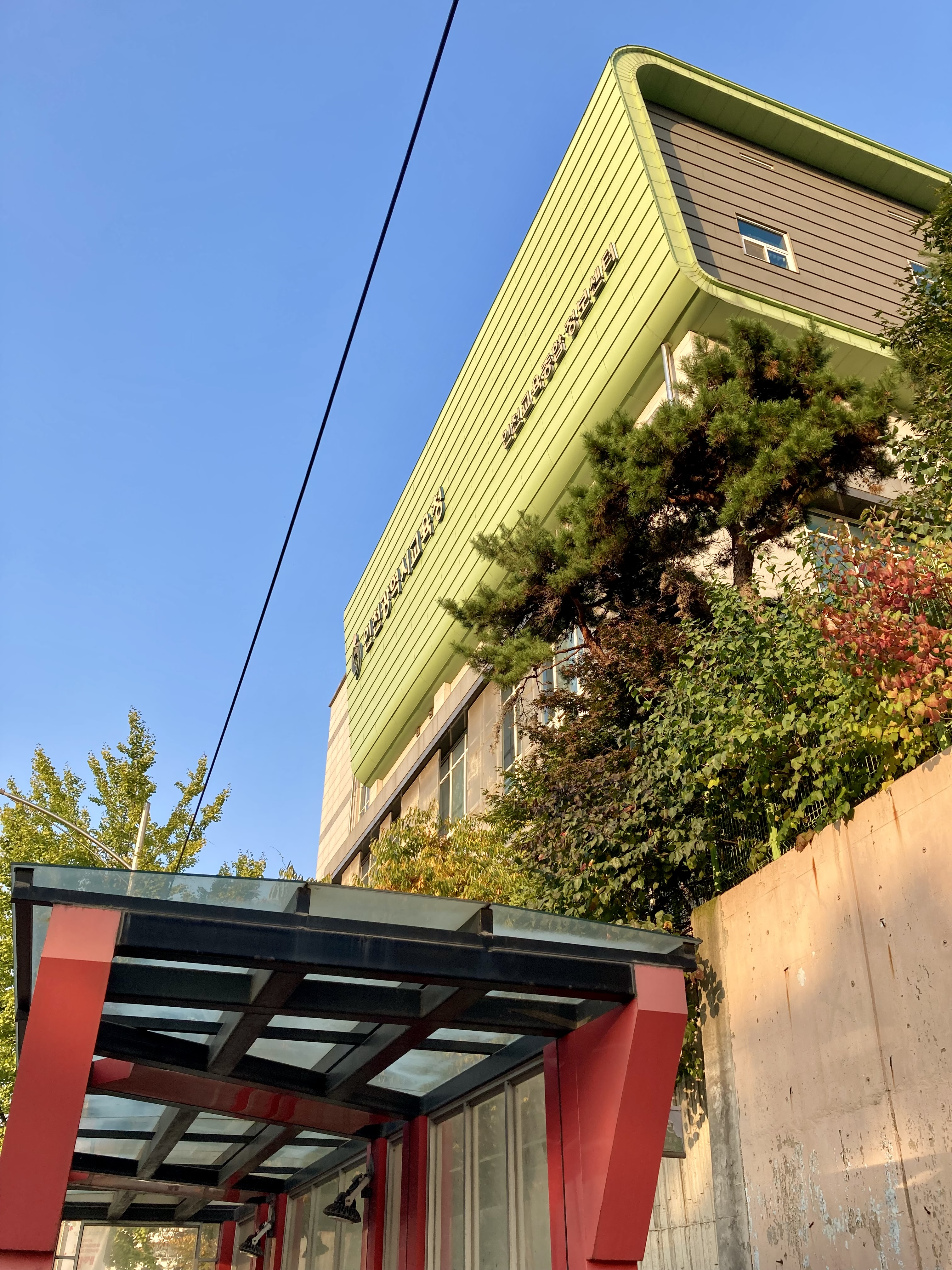
인천교육청 인천시청역 5번출구 측면건물
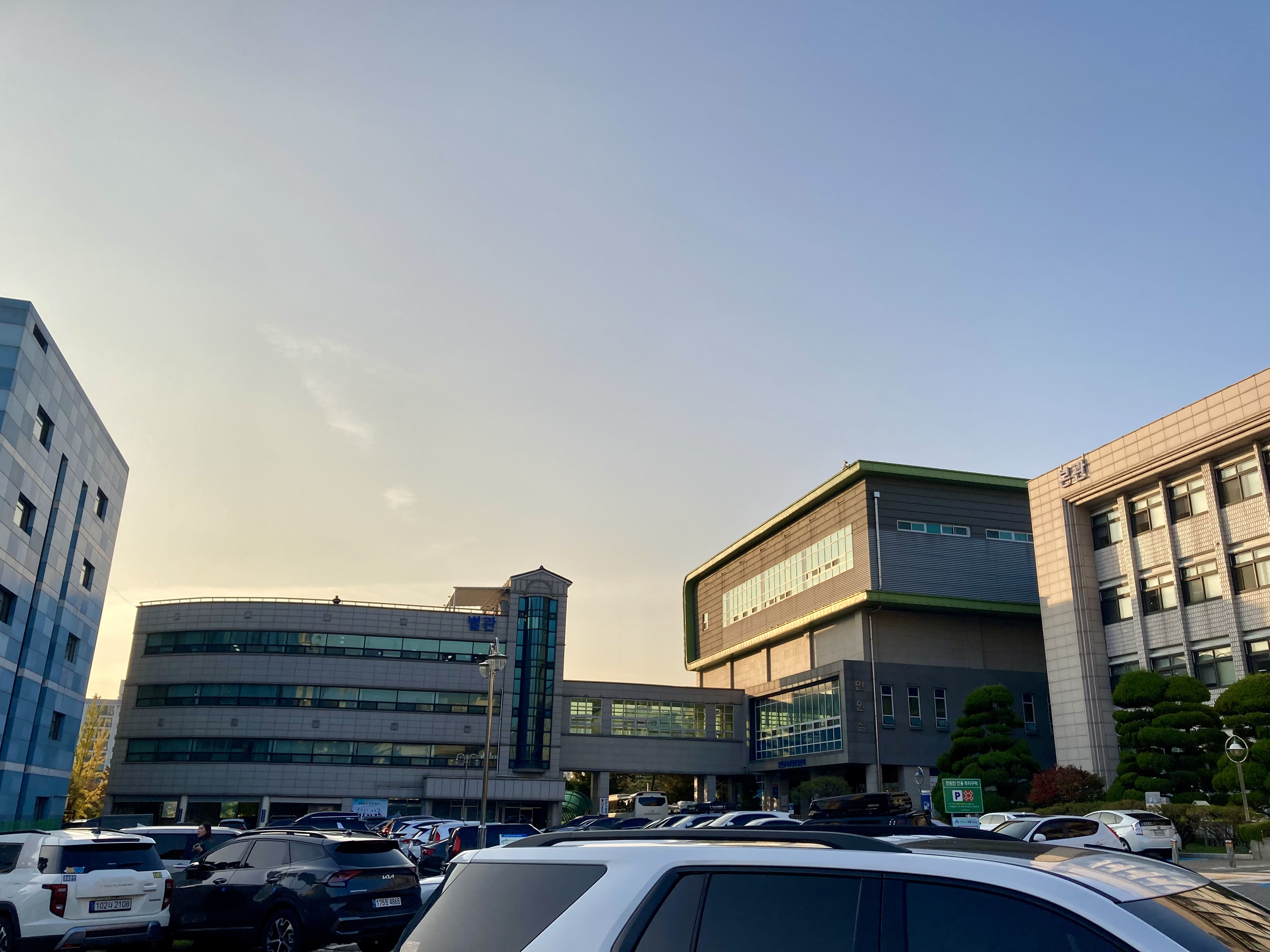
인천교육청 별관+민원동
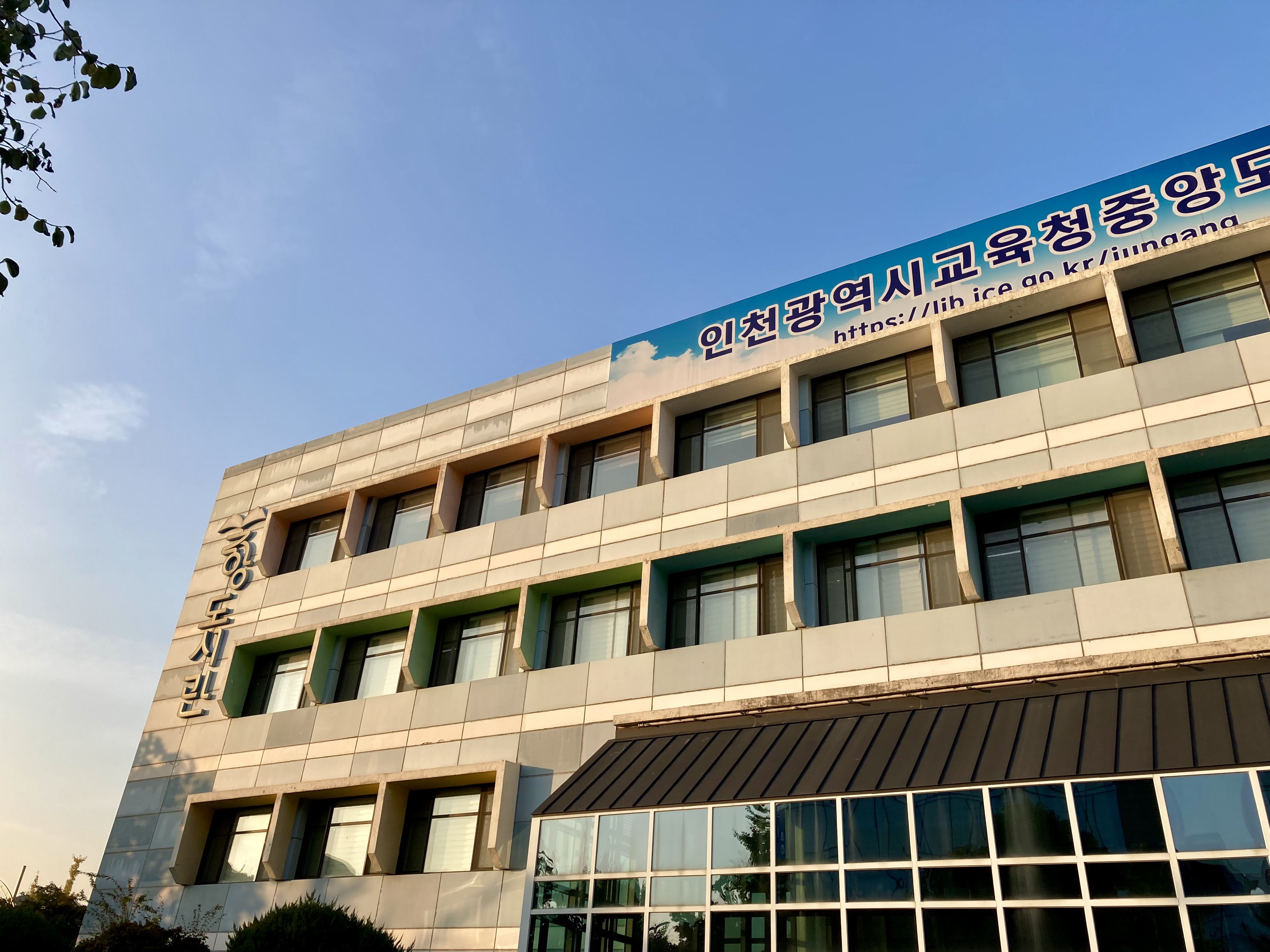
중앙도서관 전경
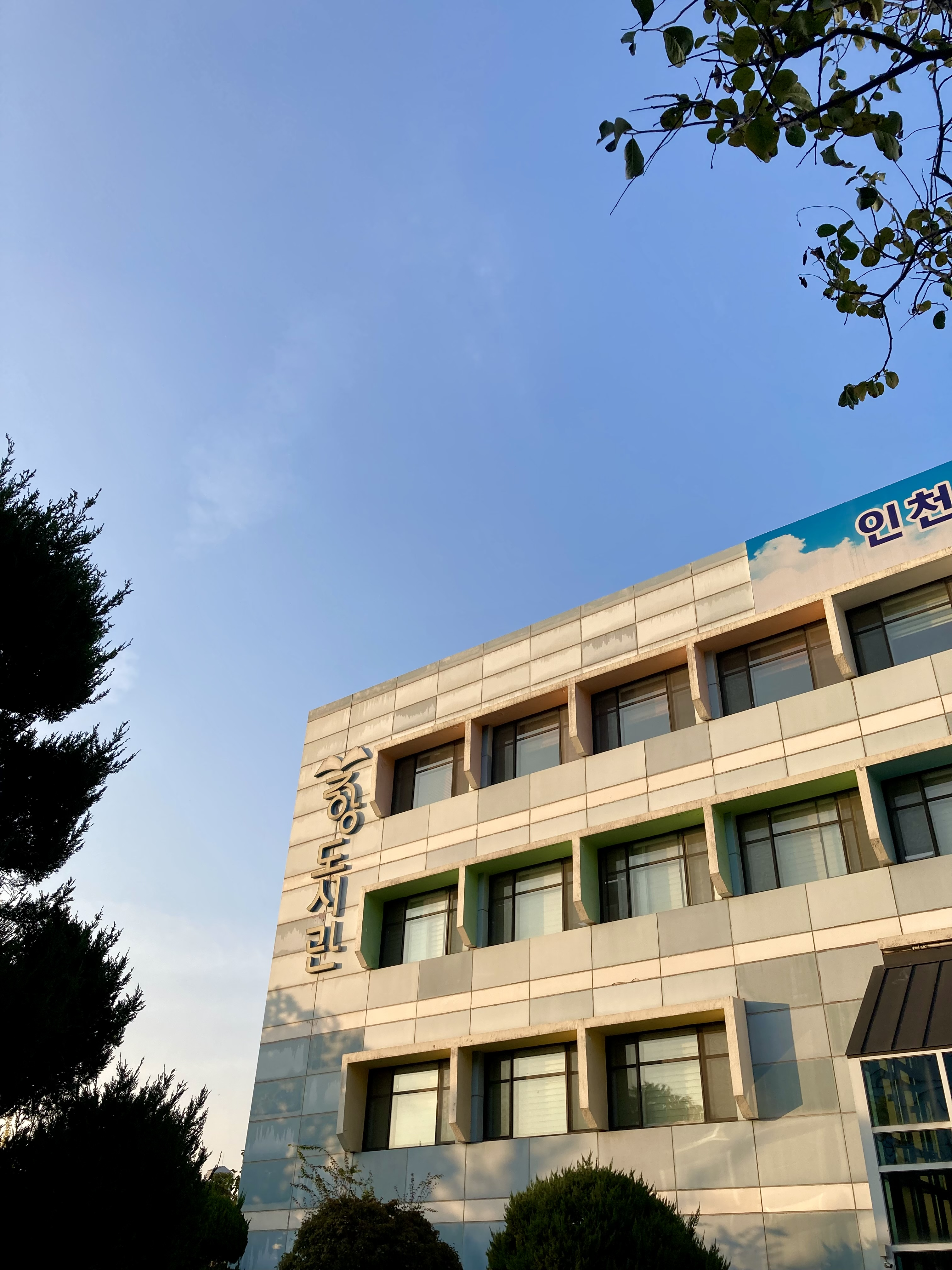
중앙도서관 전경

## 조직
| \| 국 \| 담당관실·과 \| \| 교육감 산하 하부조직 \| 교육감 산하 하부조직 \| \| ---------------------- \| -------------------------------------------------------------------------------- \| \| \| - 소통협력담당관실 - 교육활동보호담당관실[내용 1] \| \| 부교육감 산하 하부조직 \| \| \| \| - 정책기획조정관실 - 감사관실 - 미래학교공간혁신추진단[내용 2] \| \| 교육역량지원국 \| - 세계시민교육과 - 학교·마을협력과 - AI융합교육과 - 정보지원과 - 노사협력과 \| \| 학교교육국 \| - 초등교육과 - 중등교육과 - 진로진학직업교육과 - 체육건강교육과 - 학교생활교육과 \| \| 교육행정국 \| - 총무과 - 학교설립과 - 교육재정과 - 안전복지과 - 교육시설과 \| | - 인천광역시교육과학연구원 - 인천광역시교육연수원 - 인천광역시공공도서관 - 인천광역시중앙도서관 - 인천광역시부평도서관 - 인천광역시화도진도서관 - 인천광역시주안도서관 - 인천광역시서구도서관 - 인천광역시북구도서관 - 인천광역시계양도서관 - 인천광역시연수도서관 - 인천광역시학생수영장 - 인천광역시학생교육원 - 인천광역시학생교육문화회관 - 인천광역시교직원수련원 - 인천광역시평생학습관 - 인천광역시유아교육진흥원 - 인천광역시남부교육지원청 - 인천광역시북부교육지원청 - 인천광역시동부교육지원청 - 인천광역시서부교육지원청 - 인천광역시강화교육지원청 - 인천광역시교육청 학생안전체험관 |
| 국 | 담당관실·과 |
| 교육감 산하 하부조직 | |
| | - 소통협력담당관실 - 교육활동보호담당관실 |
| 부교육감 산하 하부조직 | |
| | - 정책기획조정관실 - 감사관실 - 미래학교공간혁신추진단 |
| 교육역량지원국 | - 세계시민교육과 - 학교·마을협력과 - AI융합교육과 - 정보지원과 - 노사협력과 |
| 학교교육국 | - 초등교육과 - 중등교육과 - 진로진학직업교육과 - 체육건강교육과 - 학교생활교육과 |
| 교육행정국 | - 총무과 - 학교설립과 - 교육재정과 - 안전복지과 - 교육시설과 |

## 같이 보기
- 인천광역시교육감
- 인천광역시 부교육감
- 대한민국 교육부
- 인천광역시청
- 인천광역시의회

### 내용주
1. ↑  2026년 12월 31일까지 존속하는 한시조직
2. ↑  2024년 12월 31일까지 존속하는 한시조직